# Salomón Reinach
Salomón Reinach (Saint-Germain-en-Laye, 29 de agosto de 1858 - Boulogne-sur-Seine, 4 de noviembre de 1932) fue un pionero en la investigación de la Historia del arte, en la filología clásica y en la arqueología francesa.

## Vida
De origen judío, hijo del Barón de Reinach y hermano del controvertido político Joseph Reinach, nació en Saint-Germain-en-Laye y se educó en la Escuela normal superior, antes de ir a Grecia para ingresar en la Escuela francesa de Atenas, en 1879.
En su juventud realizó interesantes hallazgos sobre arqueología clásica en diversos puntos de Grecia, Túnez, Ucrania y otros lugares del Mediterráneo.
En 1887 obtuvo un puesto en el Museo nacional de antigüedades de Saint-Germain-en-Laye, pasando a convertirse en ayudante de conservador y, en 1902, conservador de esta afamada institución. En 1903 fue uno de los editores del magazín científico francés Revue archéologique y, ese mismo año, fue condecorado con la Legión de Honor. Se dedicó a la docencia dando clases magistrales en la École du Louvre, y luego convirtió sus 28 conferencias en un libro titulado Apollo, que fue traducido a muchos idiomas, llegando a ser una referencia obligada sobre el tema de la arqueología del arte.
Salomón Reinach falleció en Boulogne-sur-Seine en 1932 y fue enterrado en el cementerio de Montmartre de París.

## Reinach ante el descubrimiento del arte paleolítico
Salomón Reinach fue un actor secundario en el escenario del descubrimiento del arte paleolítico a finales del siglo XIX, pero su papel es esencial dado su prestigio como historiador del arte y de las religiones primitivas, así como en la elaboración de las primeras teorías plausibes de interpretación del arte rupestre.
Podríamos iniciar la historia con la polémica suscitada por el descubrimiento de las Cuevas de Altamira en Cantabria. El español Marcelino Sanz de Sautuola formuló la idea de que se trataba de pinturas del hombre de las cavernas, idea que chocaba con todos los paradigmas defendidos entonces. El paladín contrario fue, como es sabido, Émile Cartailhac (1845-1921), profesor de la universidad de Toulouse. Muerto Sautuola, sin que él pudiese ver su honor personal y científico compensado, las tornas cambiaron, Altamira se convirtió en un santuario científico y los especialistas franceses se lanzaron en tromba a la investigación del arte paleolítico, tanto francés como español. Aunque el más destacado fue el Abate Breuil, también estaba entre ellos Salomón Reinach, que, en 1913, publicó un repertorio de arte paleolítico.
Junto a otros colegas, Reinach desarrolló una idea opuesta a la que precisamente había difundido el cada vez más desprestigiado Cartailhac: Para Reinach, Obermaier, Breuil y otros, El arte prehistórico tenía una función religiosa. Esta conclusión se basaba en su conocimiento de las religiones de pueblos primitivos y la extrapolación de ideas etnológicas:

"Es, en efecto, una idea mística de la evocación por medio del dibujo o del relieve escultórico, análogo al de la invocación por medio de la oración, lo que hace investigar el origen del desarrollo del arte de la Edad del reno. Estas manifestaciones artísticas no significaban, pues, lo mismo que para nosotros, pueblos civilizados, un lujo o un juego: eran la expresión de una religión muy primitiva hecha de prácticas mágicas por medio de arpones o azagayas

- El objetivo de las obras de arte eran los ceremoniales destinados a obtener un beneficio para la comunidad: «Al pintar una imagen me apodero de lo que he pintado»; Magia Simpática y rituales de fecundidad:

"Si los trogloditas pensaban como los Aruntas de la Australia actual, las ceremonias que cumplían delante de estas efigies, debían tener por objeto asegurar la multiplicación de los elefantes, de los toros salvajes, de los caballos, de los ciervos que les servían de alimento"

- Otras veces, se trataba de representaciones del tótem tutelar con forma animal:

"Trataban también de atraerlos a los alrededores de la caverna, por creer, según un principio de física salvaje, que un espíritu o un animal puede ser compelido a vivir en el sitio donde ha sido representado su cuerpo"

Sus ideas fueron retomadas con minuciosidad científica, desmostrándose que no estaban muy descaminadas, aunque necesitaban un corpus espistemológico más sólido.

## Obra
La primera publicación de Reinach, en 1877, había sido la traducción al francés de un libro de Arthur Schopenhauer (Ensayo sobre el libre albedrío) que alcanzó numerosas ediciones. También tradujo del inglés al francés la Historia de la Inquisición de Henry Charles Lea. Después, vinieron numerosos trabajos y artículos en revistas especializadas. Destaca su Manual de filología clásica (1880-1884), aclamado por la «Asociación francesa de estudios griegos»; su Gramática latina (1886) recibió un premio de la «Sociedad francesa de Educación secundaria»; la publicación sobre la Necrópolis de Myrina (Smirna) (1887) cuya autoría compartió con E. Pottier y Antiquités nacionales, fue muy celebrada por la «Academia de Inscripciones Clásicas».
Compiló un importante Repertorio de Estatuaria Griega y Romana en tres volúmenes (1897-1898); otro Repertorio de vasos griegos y etruscos (1900), y, por último un Repertorio de pintura de la Edad Media y el Renacimiento, 1280-1580 (1905).
En 1905 inició sus publicaciones sobre religiones antiguas con su libro Cultos, mitos y religiones. Pero su obra cumbre es una visión general de la historia de las religiones que fue publicada bajo el título de Orpheus (1909).